# Axel Herjö
Axel Wilhelm Herjö, till 1950 Johnsson, född 16 mars 1925 i Sveg, Jämtlands län, Härjedalen, död 25 juli 2011 i Höja, Ängelholms församling, Malmöhus län, var en svensk altviolinist och musikpedagog.
Efter grundläggande studier i Sverige kunde han med stöd av stipendier utbilda sig i Rom och Berlin. Han verkade i flertalet av Stockholms symfoni- och kammarorkestrar, såsom Hovkapellet, Stockholms filharmoniska orkester och Radiosymfonikerna. Under åren 1978 till 1990 var han rektor för Musikkonservatoriet  Falun. Hans intresse för speciellt den härjedalska folkmusiken ledde till inspelning av en serie cd-skivor tillsammans med  dottern Karin Herjö (1965–). Sönerna Lars Herjö (1954–) och Mats Herjö (1957–) är yrkesverksamma som musiklärare.
1983 erhöll Axel Herjö Medaljen för tonkonstens främjande – Kungliga Musikaliska Akademiens högsta utmärkelse.